# Peter Krumme
Peter Krumme (* 1942 in Wuppertal; † 2009 in Berlin) war ein deutscher Autor, Dramaturg und literarischer Übersetzer.
Krumme studierte allgemeine und vergleichende Literaturwissenschaften an den Universitäten Göttingen, Heidelberg, Frankfurt am Main und an der Freien Universität in Berlin. Bis 1978 war er Assistent, danach Lehrbeauftragter an der FU Berlin.
Neben seiner Tätigkeit an der Universität und als Übersetzer arbeitete er als Dramaturg an der Berliner Schaubühne unter anderem für Luc Bondy, Klaus Michael Grüber, Peter Stein und Robert Wilson.
Seine Übersetzungen griechischer Klassiker, die zeitgenössische Regisseure für Aufführungen auf deutschsprachigen Bühne gerne wählen, sind für professionelle und Schüleraufführungen im Frankfurter Verlag der Autoren erhältlich.

## Schriften
- Die Sprachen des Paradieses: Religion, Philologie und Rassentheorie im 19. Jahrhundert von Maurice Olender, Jean-Pierre Vernant und Peter D. Krumme. Frankfurt a. M.: Campus Verlag 1995.  ISBN 978-3-59335191-9
- Augenblicke. Erzählungen Edgar Allan Poes. Stuttgart: Metzler 1978 (= Studien zur allgemeinen und vergleichenden Literaturwissenschaft. 12.) ISBN 978-3-47600386-7
- Der (bisweilen) leere Stuhl: Arbeitsplätze von Schreibenden. Frankfurt/M.: Ullstein 1986. (Ullstein Materialien. 35239). ISBN 978-3-54835239-8

## Übersetzungen (Auswahl)
aus dem Altgriechischen
- Euripides: Medea
- Euripides: Die Troerinnen
- Sophokles: Antigone
- Sophokles: Elektra
- Sophokles: König Ödipus

aus dem Französischen
- Jean Genet: Der Balkon (Le balcon)
- Jean Genet: Sie (Elle)

## Preise und Auszeichnungen
- 1985: Preis der Frankfurter Autorenstiftung